# Вільхівчицька сільська рада
Вільхі́вчицька сільська́ ра́да — адміністративно-територіальна одиниця та орган місцевого самоврядування в Гусятинському районі Тернопільської області. Адміністративний центр — село Вільхівчик.

## Загальні відомості
- Територія ради: 10,52 км²
- Населення ради: 661 особа (станом на 2001 рік)
- Територією ради протікає річка Збруч

## Населені пункти
Сільській раді були підпорядковані населені пункти:
- с. Вільхівчик

## Склад ради
Рада складалася з 16 депутатів та голови.
- Голова ради: Чичун Оксана Іванівна
- Секретар ради: Деренівська Оксана Іванівна

### Керівний склад попередніх скликань
| Прізвище, ім'я, по батькові | Основні відомості                                                                     | Дата обрання | Дата звільнення |
| --------------------------- | ------------------------------------------------------------------------------------- | ------------ | --------------- |
| Бесащук Наталія Ярославівна | Сільський голова, 1974 року народження, член Всеукраїнського об'єднання «Батьківщина» | 26.03.2006   | 31.10.2010      |
| Чичун Оксана Іванівна       | Сільський голова, 1974 року народження, освіта вища, позапартійна                     | 31.10.2010   |                 |

Примітка: таблиця складена за даними сайту Верховної Ради України

### Депутати
За результатами місцевих виборів 2010 року депутатами ради стали:

#### За суб'єктами висування
| Суб'єкт висування | Кількість обраних депутатів | %   |
| ----------------- | --------------------------- | --- |
| Самовисування     | 16                          | 100 |

#### За округами
| № округу | Прізвище, ім'я, по батькові    | Дата визнання обраним | Освіта  | Партійна приналежність | Відомості про обраного депутата                       |
| -------- | ------------------------------ | --------------------- | ------- | ---------------------- | ----------------------------------------------------- |
| 1        | Деренівська Оксана Іванівна    | 04.11.2010            | вища    | позапартійна           | Сільська рада, секретар                               |
| 2        | Боднар Петро Миколайович       | 04.11.2010            | середня | позапартійний          | тимчасово не працює                                   |
| 3        | Туткалюк Ольга Тарасівна       | 04.11.2010            | вища    | позапартійна           | загальноосвітня школа І-ІІ ст. с. Вільхівчик, вчитель |
| 4        | Кондратюк Олександра Йосипівна | 04.11.2010            | вища    | позапартійна           | Сільська рада, землевпорядник                         |
| 5        | Дзюба Михайло Іванович         | 04.11.2010            | середня | позапартійний          | загальноосвітня школа І-ІІ ст. с. Вільхівчик, кочегар |
| 6        | Бесащук Петро Михайлович       | 04.11.2010            | вища    | позапартійний          | пенсіонер                                             |
| 7        | Ненчин Ігор Ярославович        | 04.11.2010            | середня | позапартійний          | загальноосвітня школа І-ІІ ст. с. Вільхівчик, кочегар |
| 8        | Пилипишин Ольга Володимирівна  | 04.11.2010            | середня | позапартійна           | пенсіонер                                             |
| 9        | Дунський Андрій Васильович     | 04.11.2010            | вища    | позапартійний          | тимчасово не працює                                   |
| 10       | Боднар Богдан Теодорович       | 04.11.2010            | середня | позапартійний          | тимчасово не працює                                   |
| 11       | Мазник Богдан Володимирович    | 04.11.2010            | середня | позапартійний          | тимчасово не працює                                   |
| 12       | Липка Марія Михайлівна         | 04.11.2010            | вища    | позапартійна           | загальноосвітня школа І-ІІ ст. с. Вільхівчик, вчитель |
| 13       | Липка Павло Володимирович      | 04.11.2010            | середня | позапартійний          | РВ ГУМНС, пожежник                                    |
| 14       | Скурський Віктор Андрійович    | 04.11.2010            | середня | позапартійний          | Райавтодор, шофер                                     |
| 15       | Ключевич Марія Михайлівна      | 04.11.2010            | середня | позапартійна           | Дитячий садок, помічник вихователя                    |
| 16       | Бенько Любов Борисівна         | 04.11.2010            | середня | позапартійна           | тимчасово не працює                                   |